# Ансбах
Ансбах (на немски: Ansbach) е главен град на регион Средна Франкония в Бавария, Германия с площ 99,92 km² и 40 296 жители (31 декември 2011).
Градът се намира на около 40 километра югозападно от Нюрнберг, във Франконската койпер-лиасова равнина. Той е по площ петият най-голям град на Бавария след Мюнхен, Нюрнберг, Аугсбург и Инголщат.
Ансбах е споменат за първи път като град през 1221 г. Ансбах е столица на Княжество Ансбах или на Маркграфство Бранденбург-Ансбах от 1398 до 1792 г., което се управлявало от франкските странични линии на Хоенцолерните. До 18 век градът се казва Онолцбах (Onolzbach). От 1792 г. е столица на пруско княжество като Ансбах-Байройт, което през 1806 г. преминава към Кралство Бавария.